# کارپانو
کارپانو (به اسپانیایی: Carúpano) یک شهر در ونزوئلا است که در Bermúdez واقع شده‌است. کارپانو ۲۰۳ کیلومتر مربع مساحت و ۱۷۳٫۸۷۷h نفر جمعیت دارد و ۱۰ متر بالاتر از سطح دریا واقع شده‌است.